# Minuspio gracilis
Minuspio gracilis är en ringmaskart som först beskrevs av Hartmann-Schröder 1962.  Minuspio gracilis ingår i släktet Minuspio och familjen Spionidae. Inga underarter finns listade i Catalogue of Life.